# Giorgio Maria Rapparini

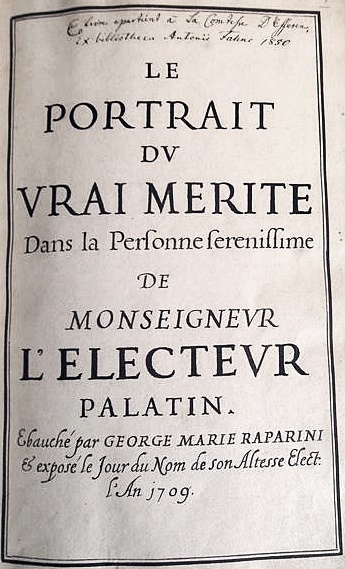
Titelblatt des Werkes Le portrait du vrai mérite dans la personne serenissime de Monseigneur L’Electeur Palatin, 1709

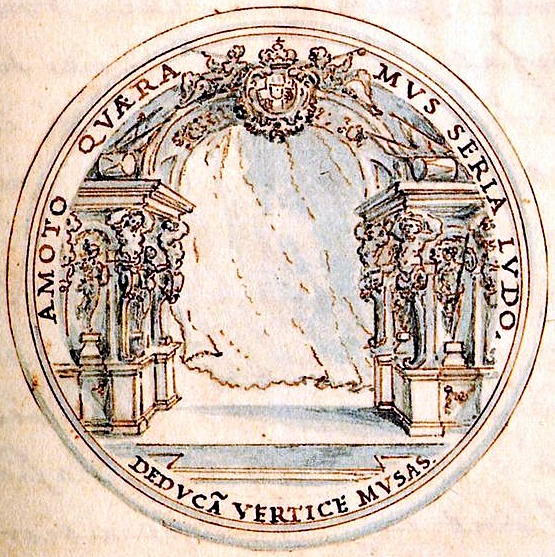
Hofopernbühne Düsseldorf, Medaillenzeichnung von Giorgio Maria Rapparini in Le portrait du vrai mérite dans la personne serenissime de Monseigneur L’Electeur Palatin, 1709

Giorgio Maria Rapparini (* 1660 in Bologna; † 1726 in Mannheim) war ein italienischer Hofbeamter, Librettist, Dichter und Zeichner, am kurpfälzischen Hof.

## Leben und Wirken
Rapparini wuchs in ärmlichen Verhältnissen in Bologna auf, betätigte sich dort als Maler, war Sekretär des städtischen Senats und kam über seine Schwester, eine Sängerin, an den kurpfälzischen Hof. Von 1685 bis 1716 ist er in Düsseldorf nachgewiesen als italienischer Sprachsekretär sowie ab 1710 auch als Hofkammerrat des Kurfürsten Johann Wilhelm. Zuletzt lebte er in Mannheim, wo er auch starb. Seine Verwandte Maria Dorothea Rapparini heiratete dort 1740 den kurpfälzischen Geheimrat Joseph Fontanesi. 
Schon in Italien schrieb Giorgio Maria Rapparini Libretti, beispielsweise für die 1680 in Padua erschienene Oper Berenice vendicatiua des geistlichen Komponisten Giovanni Domenico Freschi oder für die 1686 in Bologna veröffentlichte Oper La Flavia seines Freundes Giacomo Antonio Perti. Am Düsseldorfer Hof verfasste er zahlreiche weitere Opernlibretti, unter anderem für Werke von Sebastiano Moratelli, Johann Hugo von Wilderer und Agostino Steffani. Mehrere gedruckte Textbücher sind von ihm erhalten. 1709 publizierte er zum Namenstag des Kurfürsten das Buch Le portrait du vrai mérite dans la personne serenissime de Monseigneur L’Electeur Palatin, u. a. mit zahlreichen, von ihm entworfenen und gezeichneten Medaillen. Dieses Werk, ein Porträt des Kurfürsten und seines Umfeldes, gibt Auskunft über das damalige künstlerisch-kulturelle Leben am Düsseldorfer Hof. Der Historiker Theodor Levin nennt das Buch im Hinblick auf die Zeit Johann Wilhelms, „die unmittelbarste und vertrauenwerteste Quelle soweit es sich um künstlerische Tatsachen handelt“.
Einer seiner Schüler in Bologna war der Maler Donato Creti (1671–1749).